# Ingrid Thulin-stipendiet

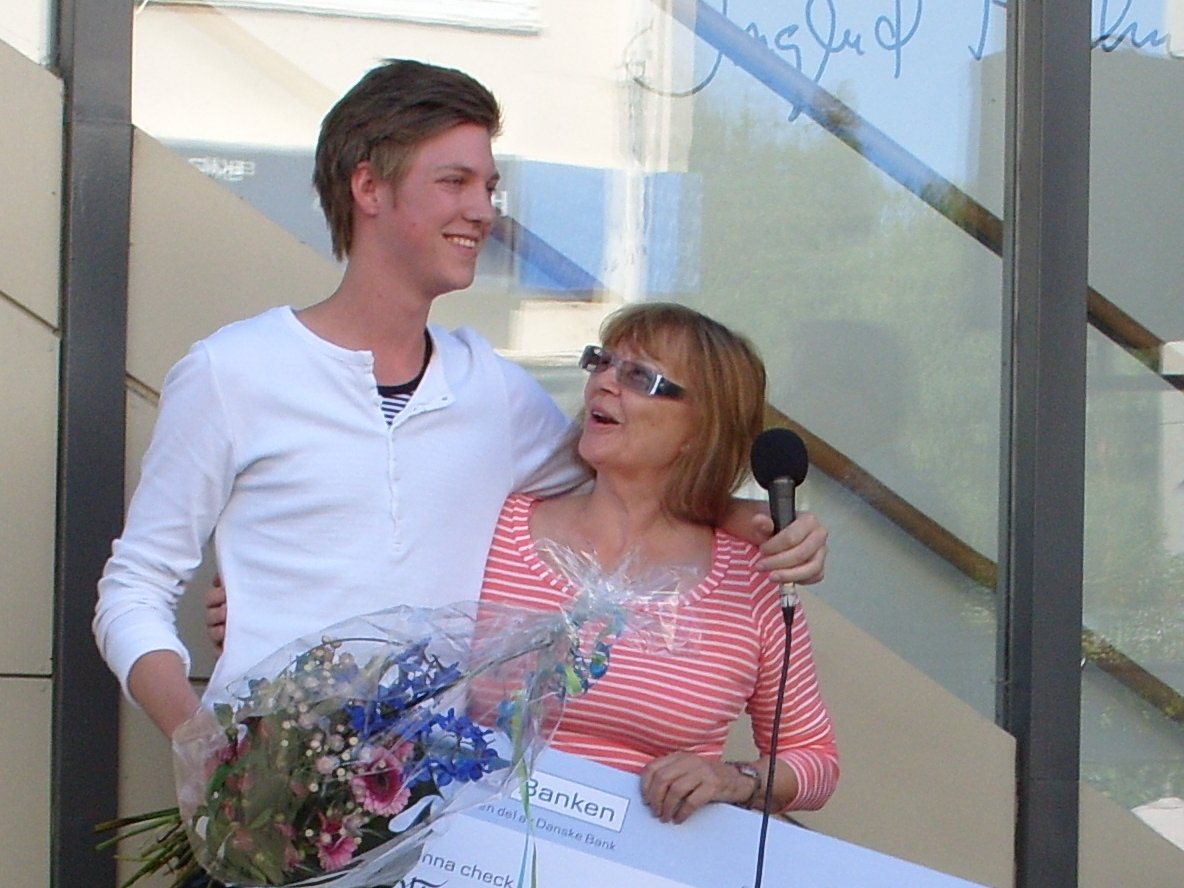
Ingrid Thulin-stipendiaten 2008 skådespelaren Kristoffer Berglund tillsammans med utdelaren Harriet Andersson i Sollefteå den 25 juli 2008.

Ingrid Thulin-stipendiet, Sollefteå kommuns stipendium till Ingrid Thulins minne, var ett stipendium om 20 000 kronor som utdelades årligen från 2008 till 2018.
Stipendiet kunde sökas av enskild person eller grupp i början av sin konstnärliga utövning. De sökande skulle vara födda i eller ha annan anknytning till Ådalen. 
Stipendiekommittén utsågs av instiftarna till stipendiet: Sollefteå kommun, SP Fastigheter i Sundsvall AB och Annica Andersson, som företrädde Thulins släkt och vänner. Hedersmedlem Harriet Andersson, Thulins goda vän och kollega, utdelade stipendiet i Sollefteå i samband med Nipyran i slutet av juli.

## Stipendiater
- 2008 – Kristoffer Berglund, skådespelare
- 2009 – Katrin Pettersson, scenograf
- 2010 – Natalie Sundelin, skådespelare
- 2011 – Anna Sandström, operasångare
- 2012 – Kulturbygden, kulturförening företrädd av Petronella Jakobsson, Thomas Forsberg, Kristoffer Berglund och Erik Haglöf
- 2013 – Johan Edlund, rockmusiker
- 2014 – Andreas Öhman, filmregissör och manusförfattare[2]
- 2015 – Alexandra Loonin, dramatiker[3]
- 2016 – Tove Nowén, kortfilmsregissör[4]
- 2017 – Hanna Sjöberg, bildjournalist[5]
- 2018 – Andreas Öhman, regissör